# Aids-Hilfe Schweiz
Die Aids-Hilfe Schweiz (AHS) ist die nationale Dachorganisation der 21 kantonalen und regionalen AIDS-Hilfen sowie 31 anderen Organisationen, die im Bereich Aids/HIV- tätig sind.
Der Verein wurde 1985 von homosexuellen Männern gegründet und 1985/86 von André Ratti präsidiert. Ihre wichtigsten Ziele sind die Verhinderung von Neuinfektionen mit dem HI-Virus, die Verbesserung der Lebensqualität der Menschen mit HIV/Aids und deren Nahestehenden und die Solidarität der Gesellschaft mit HIV-positiven Menschen, ihren Familien und Freunden zu stärken.
Der Verein ist eine Non-Profit-Organisation und finanziert sich aus Geldern des Bundesamtes für Gesundheit und aus privaten Zuwendungen. Die Mitglieder sind rechtlich und finanziell von der Dachorganisation unabhängig.
Der Sitz ist in Zürich. Von 2012 bis Ende 2014 war die FDP-Nationalrätin Doris Fiala Präsidentin, zurzeit übernimmt Martin Klöti dieses Amt. Geschäftsführer ist Andreas Lehner.